# Barão de Combarjua
Barão de Combarjua foi um título criado pelo rei D. Luís I de Portugal, por decreto de 21 de Novembro de 1865, a favor de Ludovico Xavier Garcês Palha (1814-1871), filho de Joaquim Mourão Garcês Palha, governador da Índia e de Macau.
Usaram o título as seguintes pessoas:
1. Ludovico Xavier Garcês Palha, 1.º barão de Combarjua;
2. Tomás de Aquino Mourão Garcês Palha, 2.º barão de Combarjua.